# تشویق کن (مجموعه تلویزیونی ۲۰۱۵)
تشویق کن (کره‌ای: 발칙하게 고고؛ انگلیسی: Cheer Up!) یک مجموعه تلویزیونی کره جنوبی سال ۲۰۱۵ با بازی جونگ اون جی، لی وون گون، چا هاک یون، جی سو و چه سو بین است. این مجموعه از ۵ نوامبر تا ۱۰ دسامبر ۲۰۱۵، روزهای دوشنبه و سه‌شنبه ساعت ۲۲:۰۰ (کی‌اس‌تی) از کی‌بی‌اس۲ برای ۱۲ قسمت پخش شد.

## بازیگران

### اصلی
- جونگ اون جی در نقش کانگ یون دو
- لی وون گون در نقش کیم یول
- چا هاک یون در نقش ها دونگ جه
- جی سو در نقش سو ها جون
- چه سو بین در نقش کوان آه